# هربرت جوزف آبراهامز
هربرت جوزف آبراهامز (انگلیسی: Herbert Baker; ۲۵ دسامبر ۱۹۲۰ – ۳۰ ژوئن ۱۹۸۳) فیلم‌نامه‌نویس و ترانه‌سرا اهل ایالات متحده آمریکا بود.
وی همچنین برندهٔ جوایزی همچون جوایز امی شده‌است.
او در فیلم شاه کروئل بازی کرده است.